# Lynne Naylor
Lynne Rae Naylor (Vancouver, 7 de noviembre de 1953) es una diseñadora, animadora, artista, directora y productora de televisión y entretenimiento de origen canadiense. Es conocida por ser cofundadora del estudio de animación Spümcø, junto con John Kricfalusi , Bob Camp y Jim Smith, además de ayudar a desarrollar la serie animada Ren y Stimpy para Nickelodeon. Su trayectoria es conocida por trabajar en series animadas de los años 1990 como Batman: The Animated Series y The Powerpuff Girls.

## Carrera
En 1981, Lynne Naylor hizo su debut en el mundo de la animación en 1981 con el corto animado Takes bakes one para un comercial de Oak Media Development, al lado de John Kricfalusi. También produjo y dirigió la película Hercules and Xena - The Animated Movie: The Battle for Mount Olympus y se destacó en papeles más importantes en el diseño de personajes para Warner, en las series The Powerpuff Girls , Samurai Jack , Star Wars: Clone Wars y Foster's Home for Imaginary Friends. Además, junto con Naylor y Sunil creó la serie de DreamWorks The Mighty Ones: Los Intrepidos.
Fue coautora del piloto fallido de Nickelodeon titulado Los Modifyers, junto a su difunto esposo Chris Reccardi en 2007.

## Filmografía
| Año         | Título                                                               | Nota                                                                         |
| ----------- | -------------------------------------------------------------------- | ---------------------------------------------------------------------------- |
| 1982        | The Smurfs Christmas Special                                         | Diseñador de fondos                                                          |
| 1990        | Roger en la Montaña Rusa                                             | Guionista                                                                    |
| 1992        | The Kingdom Chums: La aventura del pequeño David                     | Diseñador de fondos                                                          |
| 1993        | Nick y Noel                                                          | Diseñador de personajes                                                      |
| 1996        | Que historia tan maravillosa: Compra uno, lleva el otro gratis       | Asistente de diseño de personajes                                            |
| 1998        | Hercules and Xena – The Animated Movie: The Battle for Mount Olympus | Directora, directora de arte y productora                                    |
| 1998 - 2002 | What a Cartoon                                                       | Diseñador de fondos, colorista, diseñadora de personajes y directora de arte |
| 2009        | Monsters vs. Aliens                                                  | Diseñadora de personajes                                                     |
| 2009        | El mundo encantado del Superbeasto                                   | Diseñadora de personajes                                                     |
| 2018        | Hotel Transylvania 3: Summer Vacation                                | Guion gráfico                                                                |
| 2019        | The Lego Movie 2: The Second Part                                    | Departamento de arte                                                         |